# Veit Bethke
Veit Bethke, född 24 januari 1922 i Tyskland, död 1 juli 1988 i Älta, Nacka, var en dansare och skådespelare.
Han var från 1961 gift med premiärdansösen Gerd Andersson, och är far till skådespelaren och musikalartisten Lars Bethke.

## Filmografi
- 1949 – Vi flyger på Rio
- 1958 – Den store amatören

### Fotnoter
1. ↑  ”Veit Bethke”. Svensk Filmdatabas. http://sfi.se/sv/svensk-filmdatabas/Item/?type=PERSON&itemid=65827&ref=%2ftemplates%2fSwedishFilmSearchResult.aspx%3fid%3d1225%26epslanguage%3dsv%26searchword%3dVeit+Bethke%26type%3dPerson%26match%3dBegin%26page%3d1%26prom%3dFalse. Läst 14 oktober 2012.
2. ↑  Andersson, Gerd G i Vem är det 1993
3. ↑  Lars Bethke på Svensk Filmdatabas